# Sombold So 344
Il Sombold So 344 "Schußjäger" fu un aereo militare progettato dall'ingegner Heinz Sombold e, con la stessa sigla, relativo a due disegni e ruoli differenti, elaborato come risposta al Jägernotprogramm, letteralmente programma caccia di emergenza, destinato ad equipaggiare reparti della Luftwaffe ma rimasto agli stadi iniziali di sviluppo.
Assimilabile alle Wunderwaffen, una serie di progetti di armamenti che avrebbero dovuto capovolgere la compromessa situazione bellica della Germania nazista negli ultimi anni della seconda guerra mondiale, il So 344, un velivolo dall'aspetto inusuale, venne realizzato in un solo modello in scala 1:5 ed il suo sviluppo interrotto a causa dei bombardamenti alleati.